# 170644 Tepliczky
170644 Tepliczky è un asteroide della fascia principale. Scoperto nel 2003, presenta un'orbita caratterizzata da un semiasse maggiore pari a 3,0927528 au e da un'eccentricità di 0,0512619, inclinata di 11,01720° rispetto all'eclittica.